# Heinrich Schuckmann
Heinrich Schuckmann (* 25. Juli 1582 in Osnabrück; † 19. September 1656 in Rostock) war ein deutscher Rechtswissenschaftler, Hochschullehrer und Rektor.

## Leben
Heinrich Schuckmann war ein Sohn des Osnabrücker Kaufmanns Hermann Schuckmann und dessen Frau Anna, geb. Flörcke. Nach Schulbesuch in Osnabrück, Lemgo und Minden begann er 1605 ein Studium der Rechtswissenschaften an der Universität Rostock. 1611 ging er als Hofmeister/Präzeptor von zwei aus Pommern bzw. Braunschweig stammenden adligen Studenten nach Straßburg und Tübingen. Nach einer weiteren Zeit in Rostock war er am Reichskammergericht in Speyer und wurde daneben 1614 in Heidelberg zum Dr. iur. promoviert. Danach war er als Advokat in Rostock und am Hof- und Landgericht in Sternberg tätig. 1623 wurde er ritterschaftlicher Gerichtsassessor in Sternberg. 1633 folgte der Ruf an die Universität in Rostock als ordentlicher Professor der Rechte (Kodizes) an Stelle von Peter Wasmund. Daneben wurde er Assessor des Konsistoriums und zugleich Geheimer Rat des Güstrower Herzogs Johann Albrecht II. Die Annahme dieser Position beim nachfolgenden Herzog Gustav Adolf wurde von Schuckmann abgelehnt. Heinrich Schuckmann war während seiner Universitätsjahre 17-mal Dekan bzw. Vizedekan der Juristischen Fakultät und hatte fünfmal das Rektorat inne.
Familie
Heinrich Schuckmann war ab 1614 verheiratet mit Anna Stechow (1594–1635), Tochter des Albert Stechow, Kirchenvorsteher an St. Petri, und dessen Frau Anna Sibrand. In zweiter Ehe war er ab 1636 verheiratet mit Anna Költzow (1597–1650) und in dritter Ehe ab 1651 mit der Witwe Elisabeth (Ilsabe) Rogge (1589–1653), Tochter des Heinrich Rogge, Bürger und Kaufmann in Rostock und dessen Frau Anna Kordes. Seine Kinder, alle aus der Ehe mit Anna Stechow stammend, waren:
- Hermann (1616–1686), Dr. theol., Professor, Konsistorialrat, Oberhofprediger in Güstrow, Superintendent
- Albert (1617–1638)
- Heinrich II (1620–1648), Dr. iur. utr.
- Conrad (1622–1659), Dr. iur. utr., Assessor des fürstl. Provinzialgerichts
- Johann (1623–1644), Theologie-Student an der Univ. Rostock
- Agneta (1625–1627)
- David (1626–1628)
- David (–1632)